# 福岡市総合図書館
福岡市総合図書館（ふくおかしそうごうとしょかん）は、福岡市早良区にある市立図書館である。「図書・映像・文書」を3つの柱とし、新しい形の公立図書館を目指している。

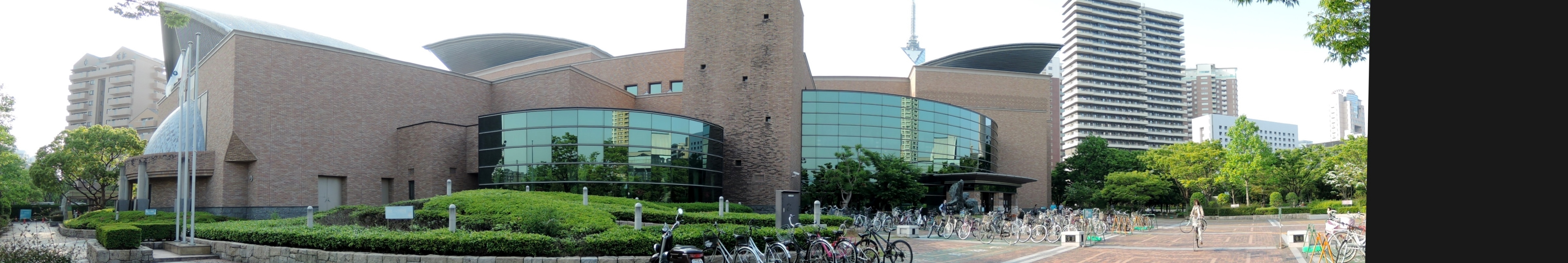
福岡市総合図書館全景

## 概要
1976年（昭和51年）5月30日に博多埠頭に開館した福岡市民図書館が民間の娯楽施設「博多パラダイス」の建物を改装したもので、構造面の不備、書庫容量の不足、老朽化が進んできたことから新図書館を建設することとなり、1996年（平成8年）6月29日に福岡市総合図書館が開館した。
福岡市総合図書館の館内業務は、読書相談、案内等のレファレンス業務と月毎の展示物作成、蔵書の選書作業は、福岡市の市職員館（司書の読書相談員）が行い、図書カードの登録、返却本の配架、予約本の割り当て業務等は、図書館流通センターに委託されている。2016年（平成28年）4月1日より施設の管理に指定管理者制度が導入され、東洋ビル管理株式会社を代表者として他に西鉄ビルマネージメント株式会社、九州メンテナンス株式会社からなる、よかたい図書館共同事業体が指定管理者となっている。また分館の福岡市東図書館について移転に伴い2016年（平成28年）6月4日より指定管理者制度が導入され、株式会社紀伊國屋書店を代表者として他に株式会社日比谷花壇からなる東図書館管理運営共同企業体が指定管理者として管理運営にあたっている。さらに2021年に開館した福岡市早良南図書館でも指定管理者制度が導入されており、図書館流通センターが指定管理者として管理運営にあたっている。

## 所在地

### 総合図書館
- 住所：〒814-0001 福岡市早良区百道浜三丁目7番1号

### 分館
- 福岡市東図書館
  - 住所：〒813-0044 福岡市東区千早四丁目21番45号 なみきスクエア1階[7]
- 福岡市和白図書館
  - 住所：〒811-0213 福岡市東区和白丘一丁目22番27号 和白地域交流センター4階
- 福岡市博多図書館
  - 住所：〒812-0015 福岡市博多区山王一丁目13番10号 博多市民センター3階
- 福岡市博多南図書館
  - 住所：〒816-0083 福岡市博多区南本町二丁目3番地1 博多南地域交流センター2階
- 福岡市中央図書館
  - 住所：〒810-0042 福岡市中央区赤坂二丁目5番8号 中央市民センター1階
- 福岡市南図書館
  - 住所：〒815-0032 福岡市南区塩原二丁目8番2号 南市民センター1階
- 福岡市城南図書館
  - 住所：〒814-0142 福岡市城南区片江五丁目3番25号 城南市民センター1階
- 福岡市早良図書館
  - 住所：〒814-0006 福岡市早良区百道二丁目2番1号 早良市民センター2階
- 福岡市早良南図書館
  - 住所：〒814-0176 福岡市早良区四箇田団地9番1号 早良南地域交流センター1階
- 福岡市西図書館
  - 住所：〒819-0004 福岡市西区内浜一丁目4番39号 西市民センター1階
- 福岡市西部図書館
  - 住所：〒819-0367 福岡市西区西都二丁目1番1号 西部地域交流センター2階

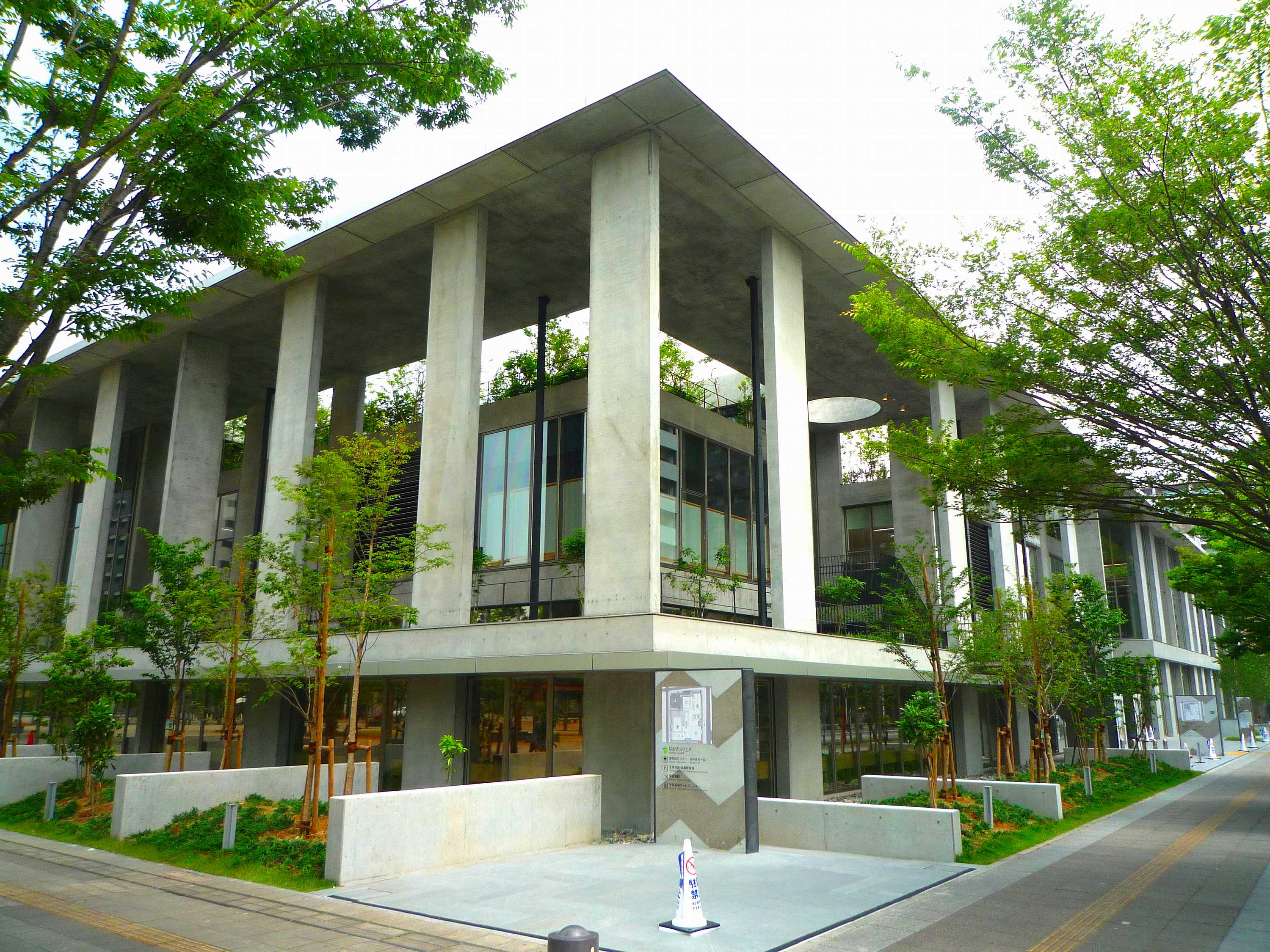
福岡市東図書館
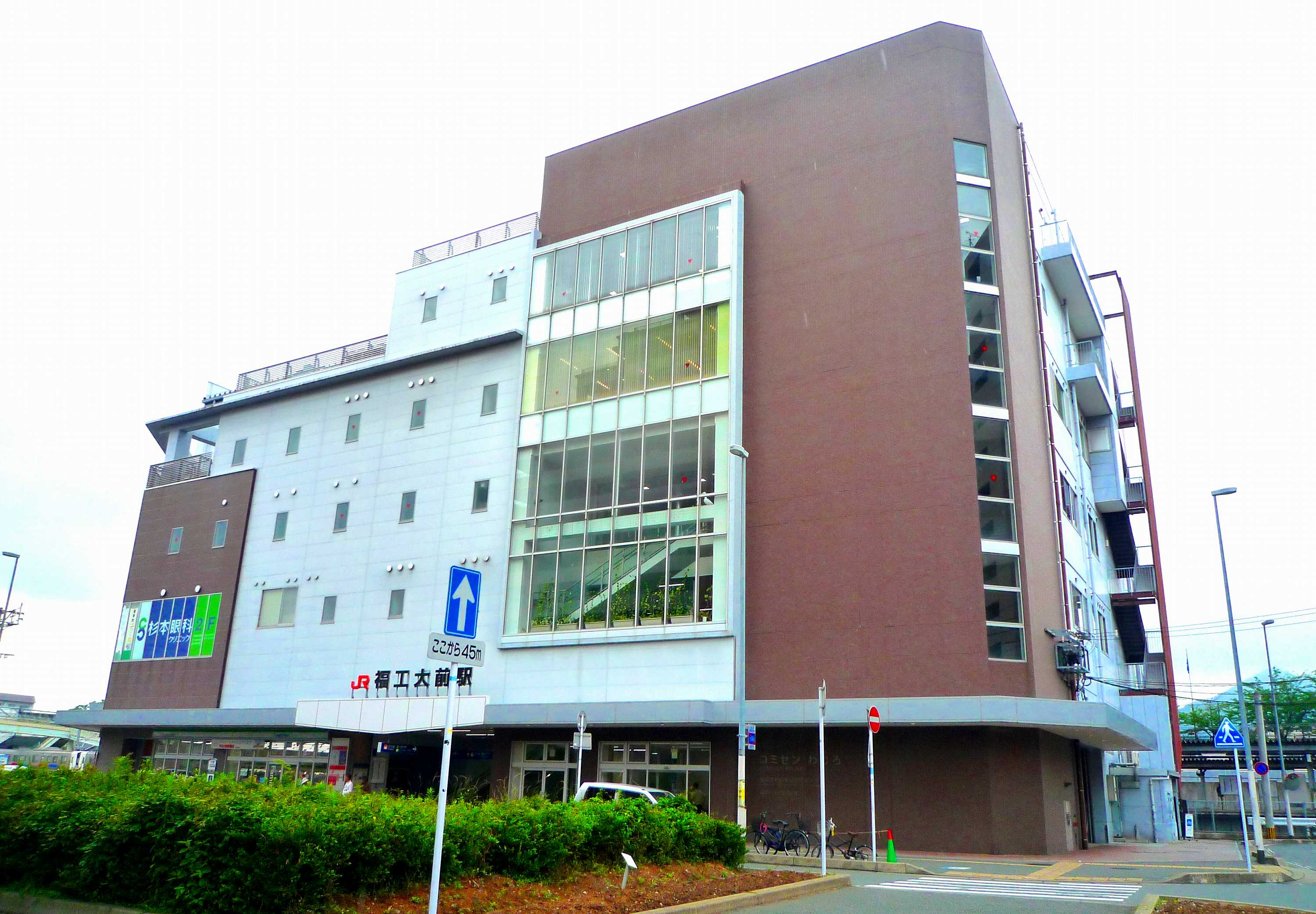
福岡市和白図書館
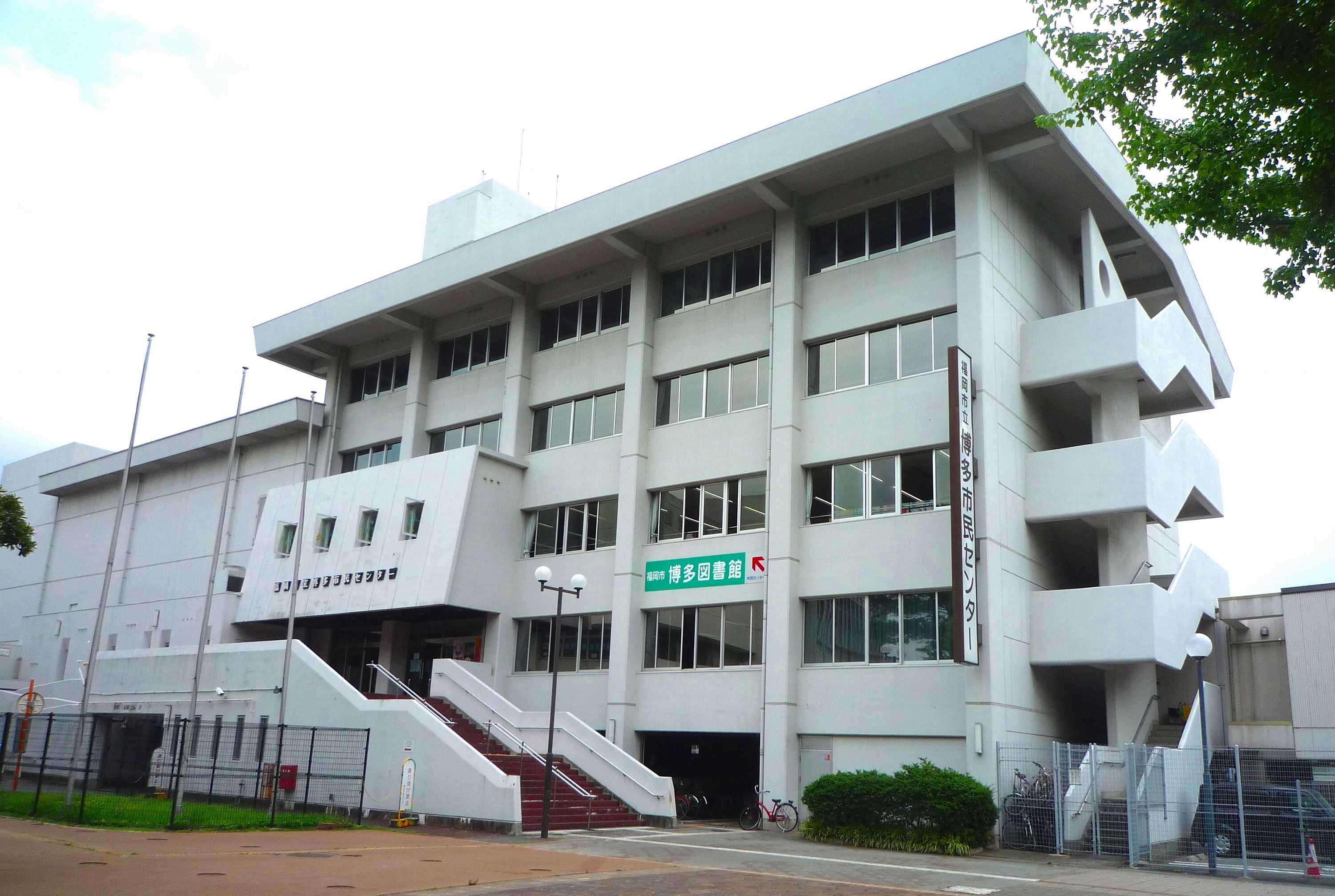
福岡市博多図書館
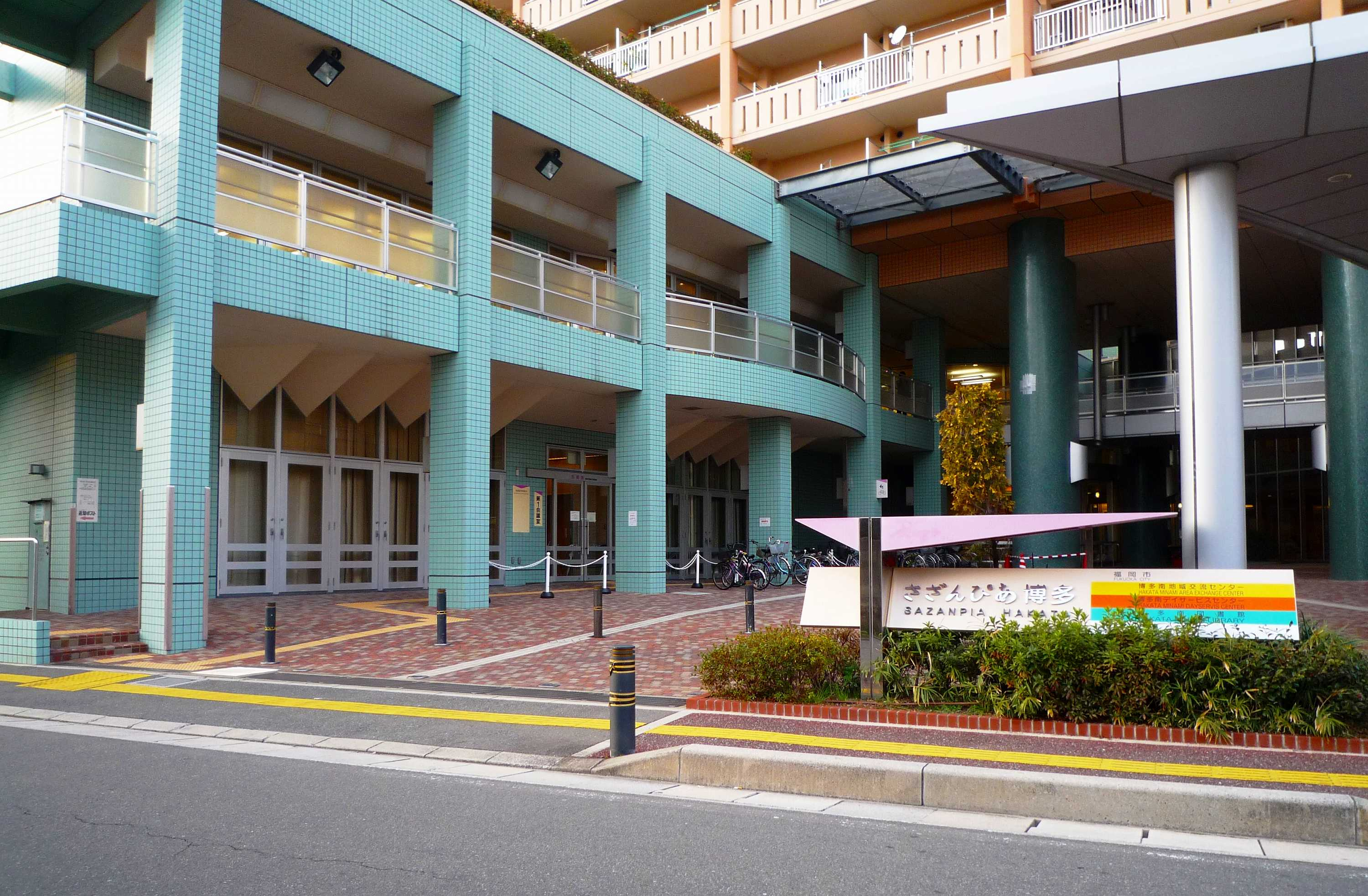
福岡市博多南図書館
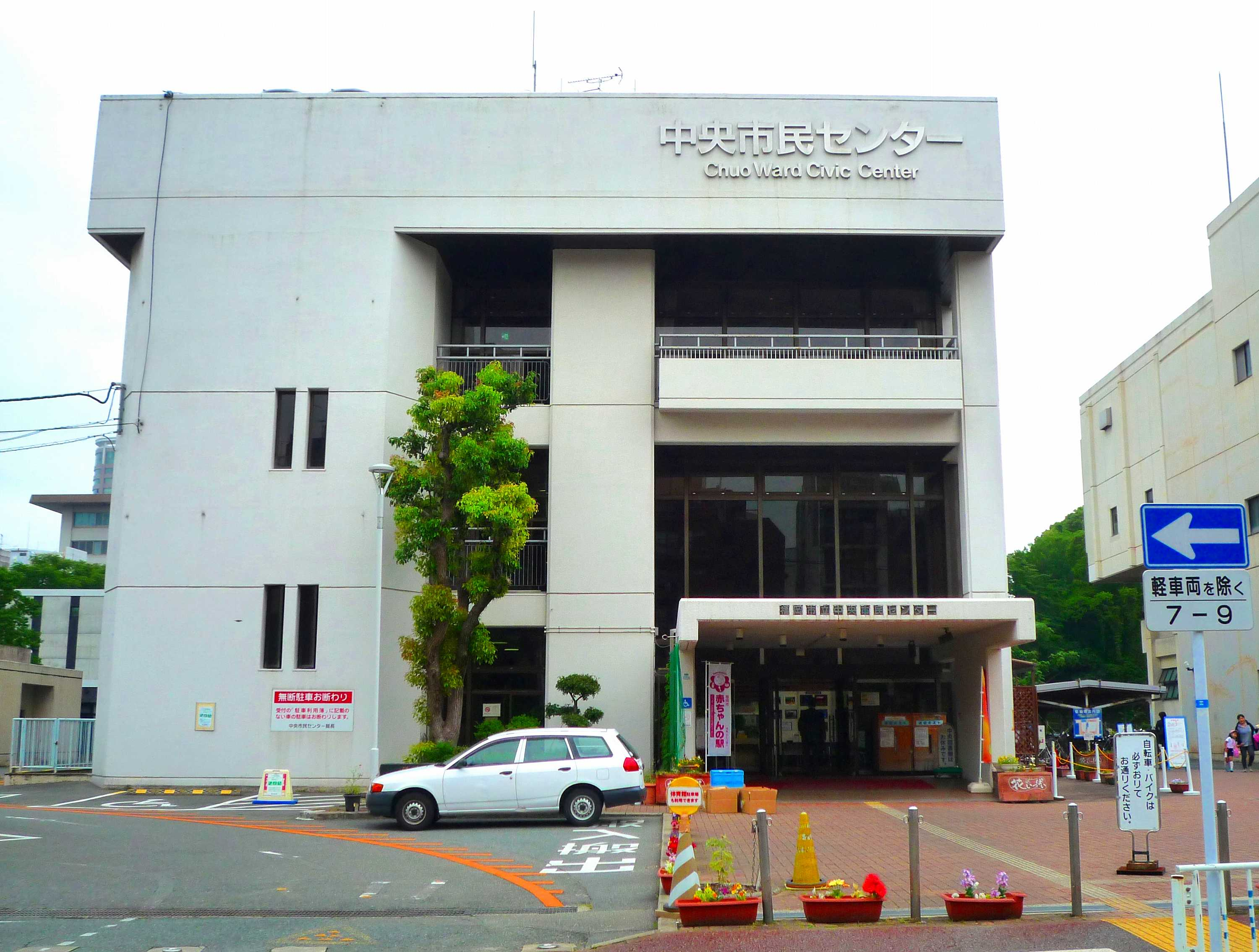
福岡市中央図書館
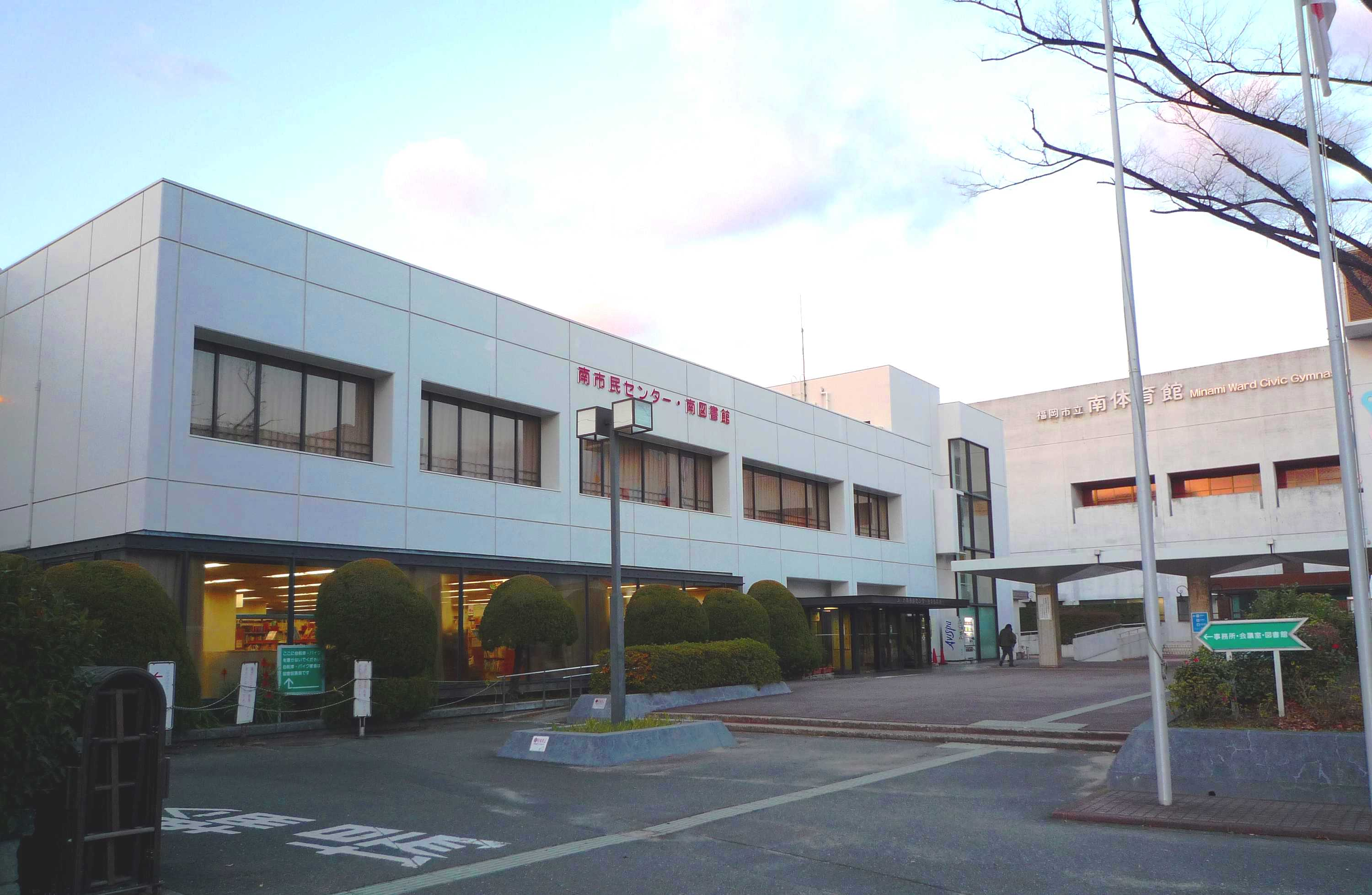
福岡市南図書館
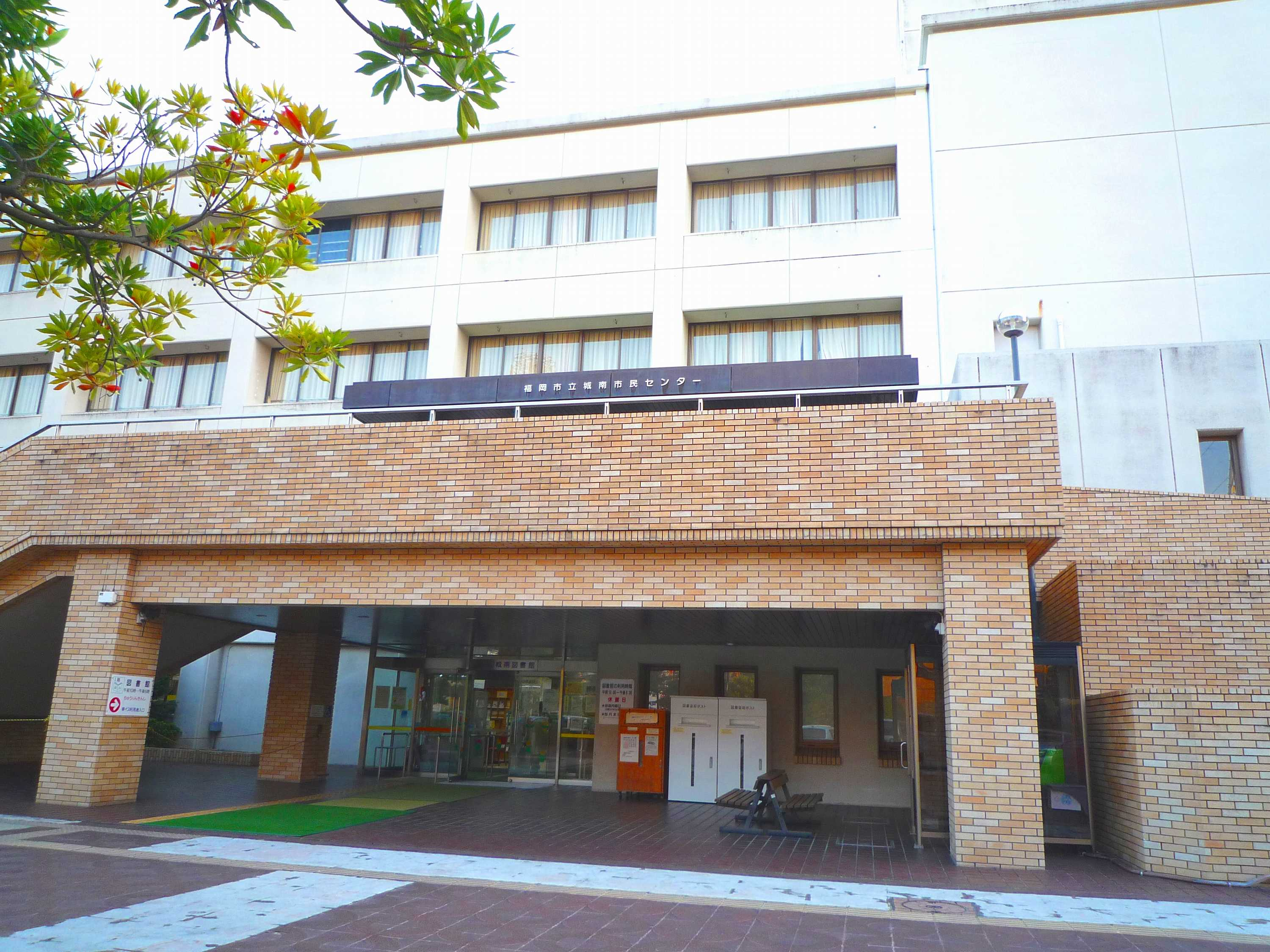
福岡市城南図書館
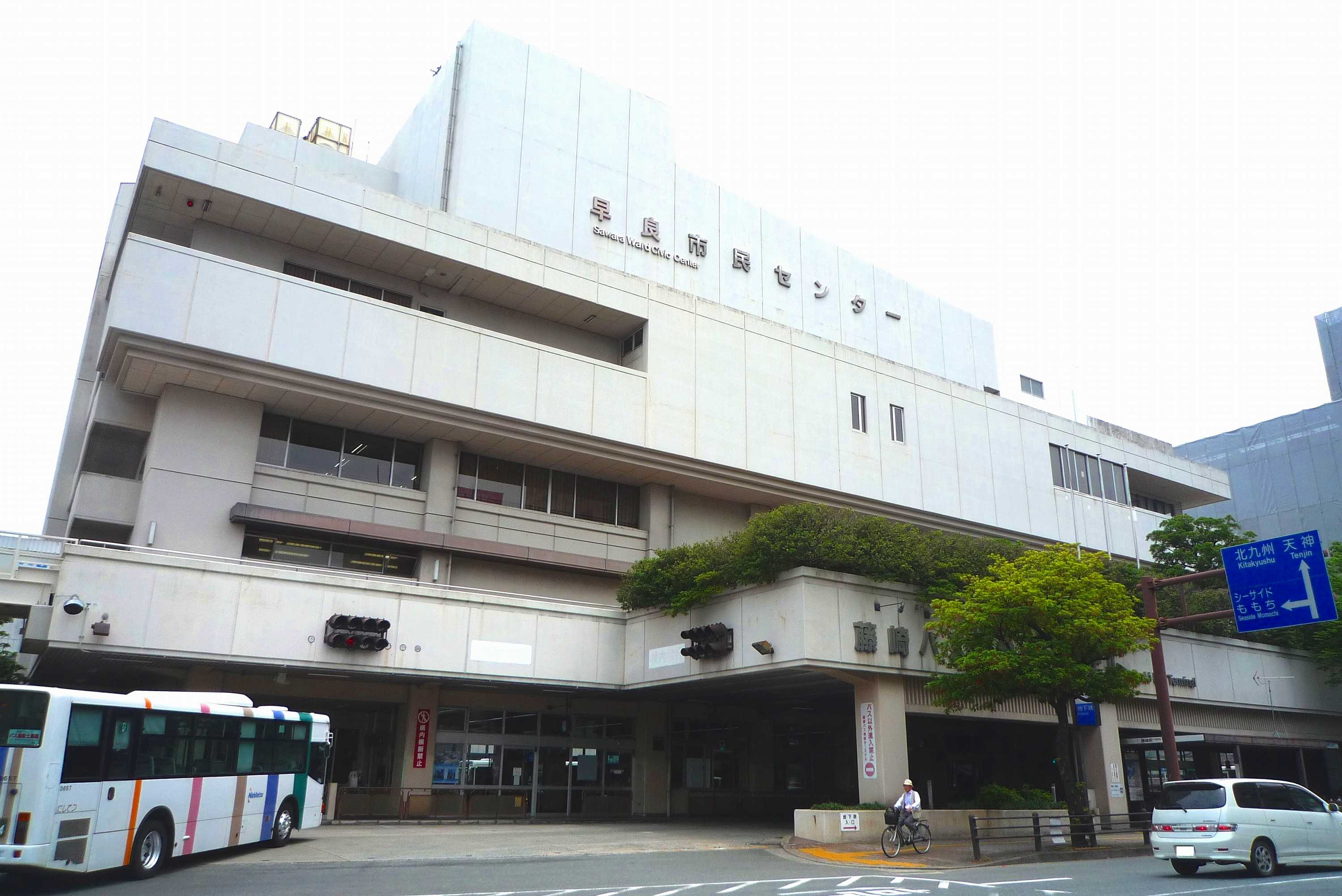
福岡市早良図書館
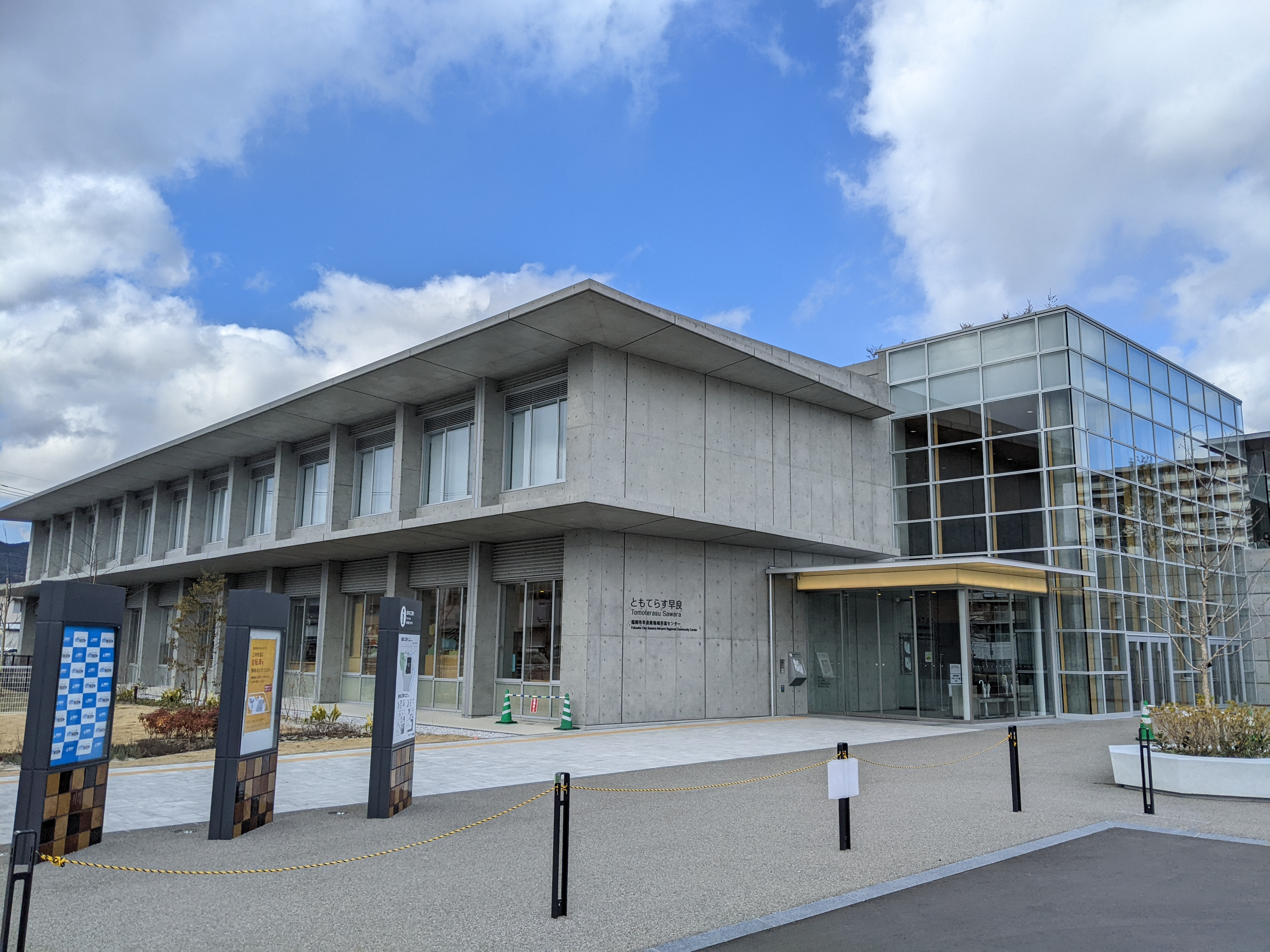
福岡市早良南図書館
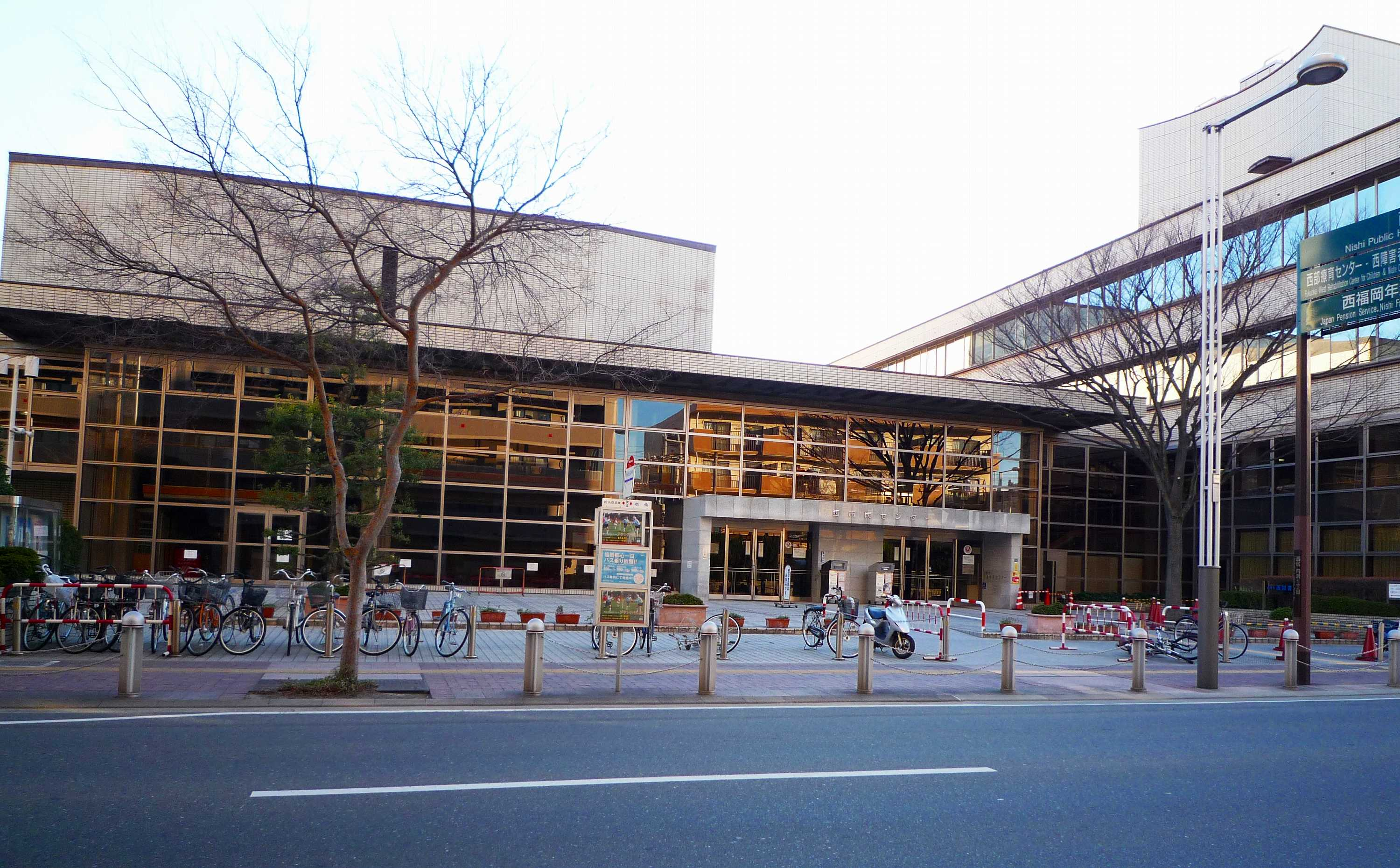
福岡市西図書館
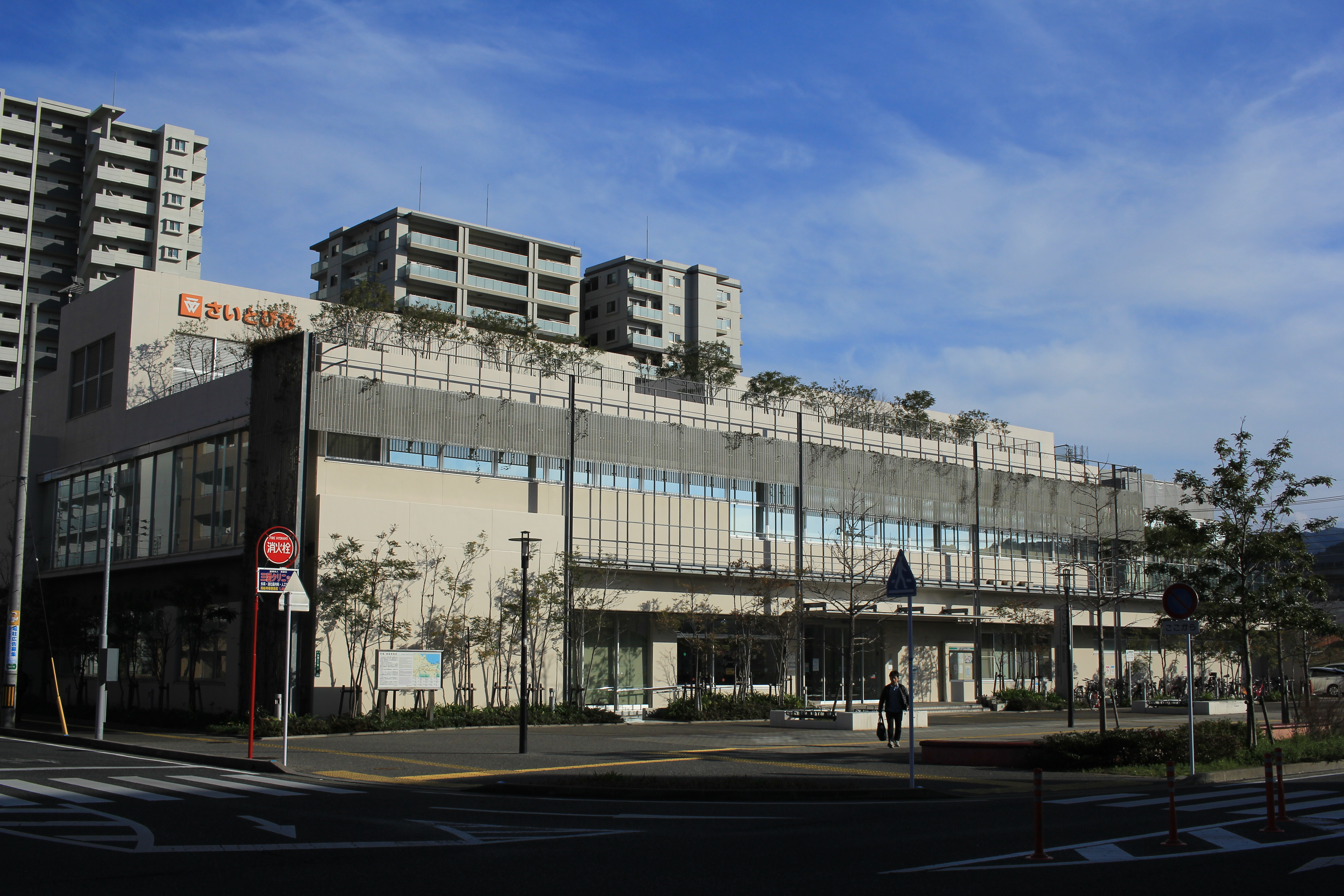
福岡市西部図書館

## 開館時間

### 総合図書館
- 火曜 - 土曜：10時 - 20時[8]
- 日曜・休日：10時 - 19時[8]

### 分館（福岡市東図書館、早良南図書館以外）
- 10時 - 18時

### 福岡市東図書館、早良南図書館
- 9時 - 20時[9]

## 休館日

### 総合図書館・分館（福岡市東図書館、早良南図書館以外）
- 毎週月曜日（祝日の時は翌日）
- 毎月月末（土曜、日曜、月曜及び休日の場合はその日後の最初の土曜、日曜、月曜及び休日でない日）
- 年末年始（12月28日 - 翌年1月4日）
- 図書資料等の特別整理期間（不定）

### 福岡市東図書館、早良南図書館
- 毎月最終月曜日（その日が休日に当たるときは，その日後において最初の休日でない日）[9]
- 年末年始（12月28日 - 翌年1月3日）[9]
- 図書資料等の特別整理期間（不定）

## 蔵書数
- 約202.2万冊（2020年度末）。[10]

## アクセス

### 総合図書館
- 福岡市地下鉄空港線西新駅または藤崎駅下車徒歩約15分

西新駅・藤崎駅共に下車後バス利用も可能だが、本数は少ない。
- 西鉄バス

博多・天神方面から福岡タワー南口（6、302、306、312番系統）、または福岡タワー（TNC放送会館）（4、6-1、W1、306番系統ほか）、または博物館南口（西鉄バス6、300、301、333番系統）下車徒歩約3分

## 特徴
アジアのフィルムセンターを目指し、アジア各国の秀作映画、アジア各国の貴重なフィルムの収集・保存に重きを置く。館内併設のホール"シネラ"では、これらを定期的に上映している。

### 収蔵しているアジア各国の映画リスト
- カンボジア
- トルコ
- マレーシア
- 韓国
- ラオス
- ベトナム
- バングラデシュ
- タイ
- カザフスタン
- パキスタン
- 中国

- 香港
- 台湾
- イラン
- オーストラリア
- インド
- インドネシア
- ニュージーランド
- モンゴル
- スリランカ
- フィリピン